# Gemerská Panica
Gemerská Panica és un poble i municipi d'Eslovàquia. Es troba a la regió de Košice, a l'est del país.

## Història
La primera referència escrita de la vila data del 1247.

## Demografia
| Godina             | 1994 | 2004   | 2014   | 2024    |
| ------------------ | ---- | ------ | ------ | ------- |
| Nombre de persones | 732  | 707    | 644    | 568     |
| Diferència         |      | −3,41% | −8,91% | −11,80% |

| Godina             | 2023 | 2024   |
| ------------------ | ---- | ------ |
| Nombre de persones | 578  | 568    |
| Diferència         |      | −1,73% |